# Gylden løveabe
Gylden løveabe (Leontopithecus rosalia), eller gylden løvetamarin, er en af de største egernaber. Den har sit navn efter den gyldne pels og ansigtsfarve og den karakteristiske "løvemanke" omkring hovedet.
Den bliver omkring mellem 20-34 cm lang, og kan vejer mellem 380 og 700 gram. Den kan blive helt op til 10 år gammel og lever af insekter, fugleæg, små pattedyr og frugt. Den bliver kønsmoden efter 16-20 måneder og er drægtig i 132-145 dage, hvorefter den føder 1-2 unger.
Gylden løveabe er dagsaktiv og kan ligesom egern bevæge sig i de tyndeste grene for at søge føde uden at falde ned.
En gylden løveabes forsvarsposition er åben mund, buet ryg og en heftig stirren. 
Som de fleste andre aber bruger de meget tid på personlig hygiejne, hvor det for det meste er hannerne, der tager sig af hunnerne.  Den lever i Brasiliens regnskov og er meget truet som følge af skovhugst. Bestanden var på et tidspunkt nede på kun 100 fritlevende eksemplarer. Zoologiske haver verden over begyndte da et avle og genudsætte dem med stor succes, så der nu er omkring 400 fritlevende individer, hvor langt størsteparten findes i Reserva Biologica de Poco des Antas i Rio de Janeiro.